# Lex Plautia Papiria
Lex Plautia Papiria – ustawa rzymska z roku 89 p.n.e. gwarantująca pełnię praw obywatelskich wszystkim socii, którzy w ciągu 60 dni od jej ogłoszenia złożą broń. 
Jej uchwalenie miało silny związek z trwającą w latach 90-88 p.n.e. wojną Rzymu ze sprzymierzeńcami, bowiem na tym etapie wojska Rzymian zaczęły odnosić pasmo porażek w walce z liczącą około 100 tysięcy ludzi armią wroga. Rzym mógł wówczas liczyć tylko na własnych obywateli; wojska najemników i tych spośród sprzymierzonych, którzy wówczas wciąż opowiadali się po jego stronie (Etrusków i Umbrów), zwykle zawodziły. Gdy kolejne klęski ponoszone przez konsulów (w 90 r. p.n.e. byli nimi Lucjusz Juliusz Cezar i Rutiliusz Lupus) dały się we znaki do tego stopnia, iż zachwiała się wierność wspomnianych dwóch plemion, a Rutiliusz Lupus zginął w walce z Marsami, Juliusz Cezar wniósł projekt ustawy (lex Iulia), na mocy której sprzymierzeńcy wierni Rzymowi otrzymywali prawa obywatelskie. To jednak nie spowodowało zakończenia walk i zmusiło Rzymian do dalszych ustępstw. Dopiero ogłoszenie lex Plautia Papiria ostatecznie wywołało rozłam w szeregach socii. Po stronie Rzymu opowiedzieli się zdecydowanie Etruskowie, a stopniowo zaczęły odpadać od federacji italskiej coraz to kolejne ludy. Najdłużej opór trwał ze strony Lukanów oraz Samnitów.